# Milne Force

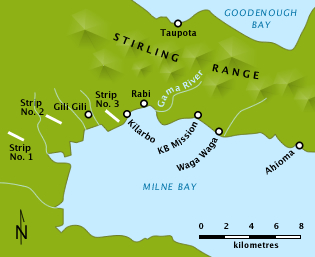
Agrandissement de la baie de Milne, indiquant les emplacements clés.

La Milne Force était une force de garnison de l'armée australienne formée en juillet 1942 pendant la Seconde Guerre mondiale qui contrôlait les unités navales, terrestres et aériennes alliées dans la région de la baie de Milne, dans le territoire de Papouasie. La force était chargée de construire des pistes d'atterrissage, des routes, des camps et des positions défensives.
La Milne Force a retenu avec succès une invasion japonaise qui a débarqué le 25 août lors de la bataille de la baie de Milne et a forcé la force d'invasion à battre en retraite le 5 septembre.
Le 1er octobre 1942, la Milne Force fut rebaptisée 11e division.

## Commandants
- Brigadier John Field (en) (11 juillet - 23 août 1942)
- Major général Cyril Clowes (23 août - 1er octobre 1942)

## Unités
- 7e brigade (en)
  - 9e bataillon
  - 25e bataillon
  - 61e bataillon
- 18e brigade
  - 2/9e bataillon
  - 2/10e bataillon
  - 2/12e bataillon
- 2/5e régiment de campagne
- 4e batterie, 101e régiment antichar
- 6e batterie antiaérienne lourde
- 9e batterie antiaérienne légère
- 24e compagnie de campagne
- Force aérienne royale australienne
  - Escadron n ° 32 (en) (Lockheed Hudson)
  - Escadron n ° 75 (P-40 Kittyhawk)
  - Escadron n ° 76 (P-40 Kittyhawk)
- Forces américaines
  - 709e batterie anti-aérienne aéroportée américaine
  - 101e bataillon d'artillerie côtière américaine
  - 2e bataillon, 43e régiment du génie américain
  - Compagnie E, 46e régiment du génie américain